# Приморска нахија
Приморска нахија Старе Црне Горе се звала Приморска област и састојала се од племена Грбљана и Паштровића са Брајићима, Маинима и Побори.

## Историјски подаци из 1895. године
Граница Ова нахија заузима најјужнији дио Црне Горе и граничи: са сјевера Црмничком нахијом, са истока Скадарским Блатом; са југа ријеком Бојаном, која је раздваја од Албаније, а са запада Јадранскијем морем.
Племена Ова се нахија не дијели на племена, као остале нахије, већ на два округа: Улцињски округ од ријеке Бојане до планине Можуре и Барски округ, од Можуре до Сутормана.
Планине Највеће су планине у овој нахији: Румија, која је висока 1594 метра, Лисин,[*] Суторман и Можура; а брда су Бривска гора и Бијела гора.
Равнице У овој нахији највеће су равнице: Улцињско поље, које се налази уз ријеку Бојану; Барско и Мркојевићско.
Воде Ову нахију обухвата са западне стране Јадранско море а са источне Скадарско језеро. Ријеке су јој: Бојана, која извире из Скадарскога језера, а увире у Јадранско море; Међуреч, извире испод Лисина, протиче кроз језеро Шас и увире у ријеку Бојану; Бунар извире испод Румије а тече испод Бара и Жељезница извире испод Сутормана а обије утичу у Јадранско море. Језера су Зогај и Шас. Како је Улцињско поље подводно, то је од Улцињскога блата до мора начињен канал којим вода отиче, те се поље унеколико исушује.
Пристаништа Ова нахија има на мору четири пристаништа: Бар, Улцињ, Валдинос и Свети Никола.
Путеви Ову нахију веже са Црмничком колски пут од Бара до Вира, а водом се преко мора може пловити од Бара до Улциња. Јадранско море спаја Црну Гору са осталим свијетом.
Позната мјеста Највећа варош у овој нахији јест Улцињ у Улцињском округу, налази се на обали Јадранскога мора и има око пет хиљада становника. У њему су становали најстарији српски владари жупани, а послије њих Немањићи и Балшићи. У Улцињу се налази Књажев дворац Ратислава, двије православне цркве, једна је задужбина књаза Николе I, подигнута за спомен погинулим Србима у рату 1876. године; једна римокатоличка, девет џамија; овдје је управа цијеле нахије, окружни суд, варошки суд, општина, поморска управа, основна школа, мејтеп вјерска мухамеданска школа, пошта и телеграф и најзгодније на обали Јадранскога мора купатило.
Друга је варош у овој нахији Бар, који се налази у барскоме округу, близу мора на ријеци Бунару испод планине Румије са тврђавом. Има око четири хиљаде становника. На самој морској обали налази се књажев дворац Тополица и то близу ријеке Жељезнице. У Бару има неколико православнијех цркава, џамија и римокатолички манастир са надбискупом, основна школа мушка и женска, мејтеп, окружни суд, варошка управа, општина, поморска управа, пошта и телеграф. Недалеко од Бара, у селу Зупцима налази се мушка основна школа. У овој нахији знатна су још мјеста: Волујица близу Бара, са које је наша војска, предвођена Књазом Николом I, одбила турско ратно бродовље са Јадранскога мора приликом освојења Бара 1877. године. Салч има своју основну школу, налази се близу Улциња, знатан је, што је у њему љетовао понекад велики и славни српски владар цар Душан, Мркојевићи, у којима су Срби мухамеданске вјере сачували од старог доба крст кога, заједно са православном и римокатоличком браћом Србима, носе сваке године на Румију о Тројичину дану. Овдје постоји и основна школа.[**]
Поднебље У овој је нахији поднебље сасвим благо и топло, снијега мало кад пада, само што понекад дувају са запада јаки вјетрови с мора. Гаје се све домаће животиње, има: говеда, овце, козе, коњчад, свиње и др. У планинама од дивљачи има: вукова, зечева, куница и другијех, а од пернате животиње: грлица, дивљијех кокошака, патака и препелица. Горе су обрасле разним шумским дрвећем, као: дубом, јасеном, цером, ловориком, зелеником и др., а од усјева се већином сију: пшеница и кукуруз, а сади се кртола и разно поврће. Воћа се сваковрсног може наћи а највише има маслина, од којих се добија много уља; а то и јест главни предмет ове нахије у трговини.
Становништво У овој се нахији народ занима земљораднјом, трговином, сточарством, риболовом, морепловством, а у неколико и занатима. Становништву би било сасвим олакшано живљење, пошто имају све добре погодбе поднебља и земљишта, да се тиме умије користити како треба, и више труда да полажу. Становници ове нахије по народности су Срби од три вјере: неки су православне, неки римокатоличке, а неки мухамеданске.